# Интонация (лингвистика)
Интона́ция (лат. intonō «громко произношу») — совокупность просодических характеристик предложения: тона (мелодики речи), громкости, темпа речи и её отдельных отрезков, ритмики, особенностей фонации.
Интонация вместе с ударением и тоном образует просодическую систему языка. В отличие от сегментных фонетических единиц (фонем) и дифференциальных признаков, не имеющих собственного плана содержания, все интонационные единицы двусторонни, иначе говоря являются знаками, выражают тот или иной смысл.
Различаются два типа интонационных средств (интонем):
- фразовые акценты — размещаются преимущественно на ударных слогах слов; основной их признак — перелом тона. Выполняют наиболее важные функции интонации: направление движения тона указывает на цель высказывания, или иллокуцию (так, в русском языке показателем общего вопроса служит восходящее движение тона), место фразового акцента — на «фокус» высказывания (более всего интересующий говорящего элемент предложения: ср. Ваня приехал во вторник? и Ваня приехал во вторник?);
- интегральные (неакцентные) характеристики — охватывают группы слов или предложения целиком.

Одни и те же интонационные средства могут использоваться и в составе фразовых акцентов, и в качестве интегральных характеристик интонационной группы (словосочетания, предложения). В предложении интонационные признаки обоих типов образуют разнообразные сочетания.
На письме интонация отчасти выражается знаками препинания, членением текста на абзацы, варьированием шрифтов, однако спектр значений, доступных интонации, значительно шире, чем у пунктуации.

## Функции интонации
- Семантические: выражение цели высказывания, его «коммуникативной организации»[2], различение частей высказывания по смысловой важности, членение на тему и рему[4].
- Экспрессивная: выражение эмоций говорящего, воздействие на эмоции слушающего. Реализуется интегральными средствами, что является причиной характерности последних для диалогической и художественной речи.
- Синтаксическая: синтаксическая составляющая предложения зачастую оформляется как единая интонационная группа с общими интегральными характеристиками и одним фразовым акцентом.
- Эвфоническая: способствование благозвучию отрезка речи, в частности его деление на соизмеримые по времени звучания фрагменты, чередование сильных и слабых ударений.

## Исследования интонации

### История
До середины XX века в отечественном языкознании исследовалась в основном роль интонации в различении типов высказывания. В 1940-х—1950-х гг. возрос интерес к соотношению интонации и синтаксиса.
В 1960-х гг. Е. А. Брызгунова предложила описание интонации в русском языке с использованием понятия интонационной конструкции. За основу классификации конструкций принят характер тона на ударном и прилегающих к нему слогах, называемых вместе центром конструкции.

### Методика
Для определения инвентаря интонационных средств конкретного языка, как и при определении системы фонем, могут использоваться метод сравнения минимальных пар, а также выявление обусловленных позицией (к примеру, положением относительно ударения) вариантов.